# Dicranomyia schmidiana
Dicranomyia schmidiana là một loài ruồi trong họ Limoniidae. Chúng phân bố ở miền Cổ bắc.